# تری چن
تری چن (انگلیسی: Terry Chen؛ زادهٔ ۳ فوریهٔ ۱۹۷۵) یک هنرپیشه و بازیگر سینما اهل کانادا است. از فیلم‌ها یا برنامه‌های تلویزیونی که وی در آن نقش داشته‌است، می‌توان به فیلم جنگ، چیمریکا و سخت‌افزار اشاره کرد.